# 和溪镇 (正安县)
和溪镇，是中华人民共和国贵州省遵义市正安县下辖的一个乡镇级行政单位。

## 行政区划
和溪镇下辖以下地区：
和溪村、马鞍村、青龙村、米粮村、艳山村、大坎村、杉木坪村、桑坝村、楠木村和凤山村。